# Rüstloch

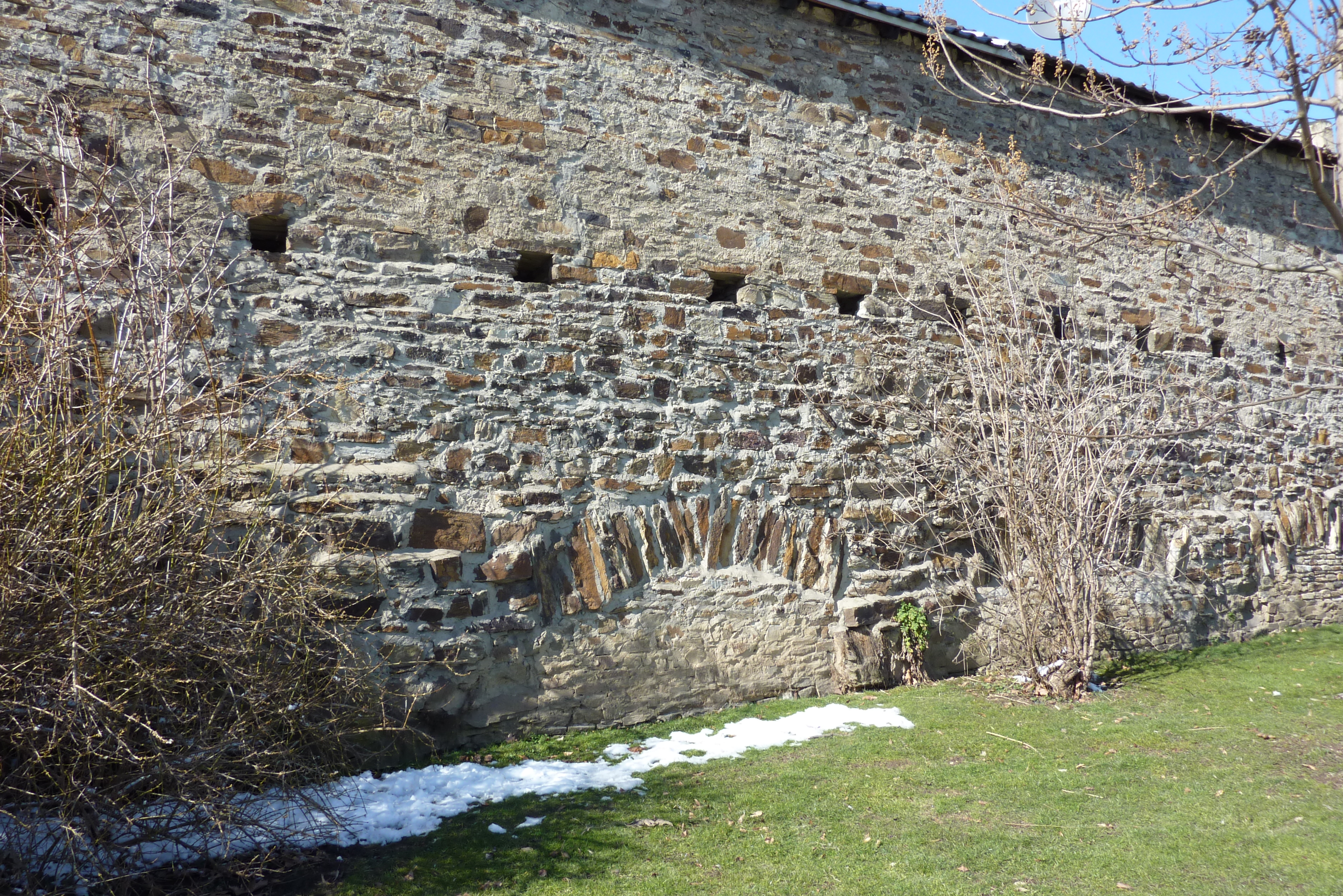
Stadtmauer von Ahrweiler mit Rüstlöchern

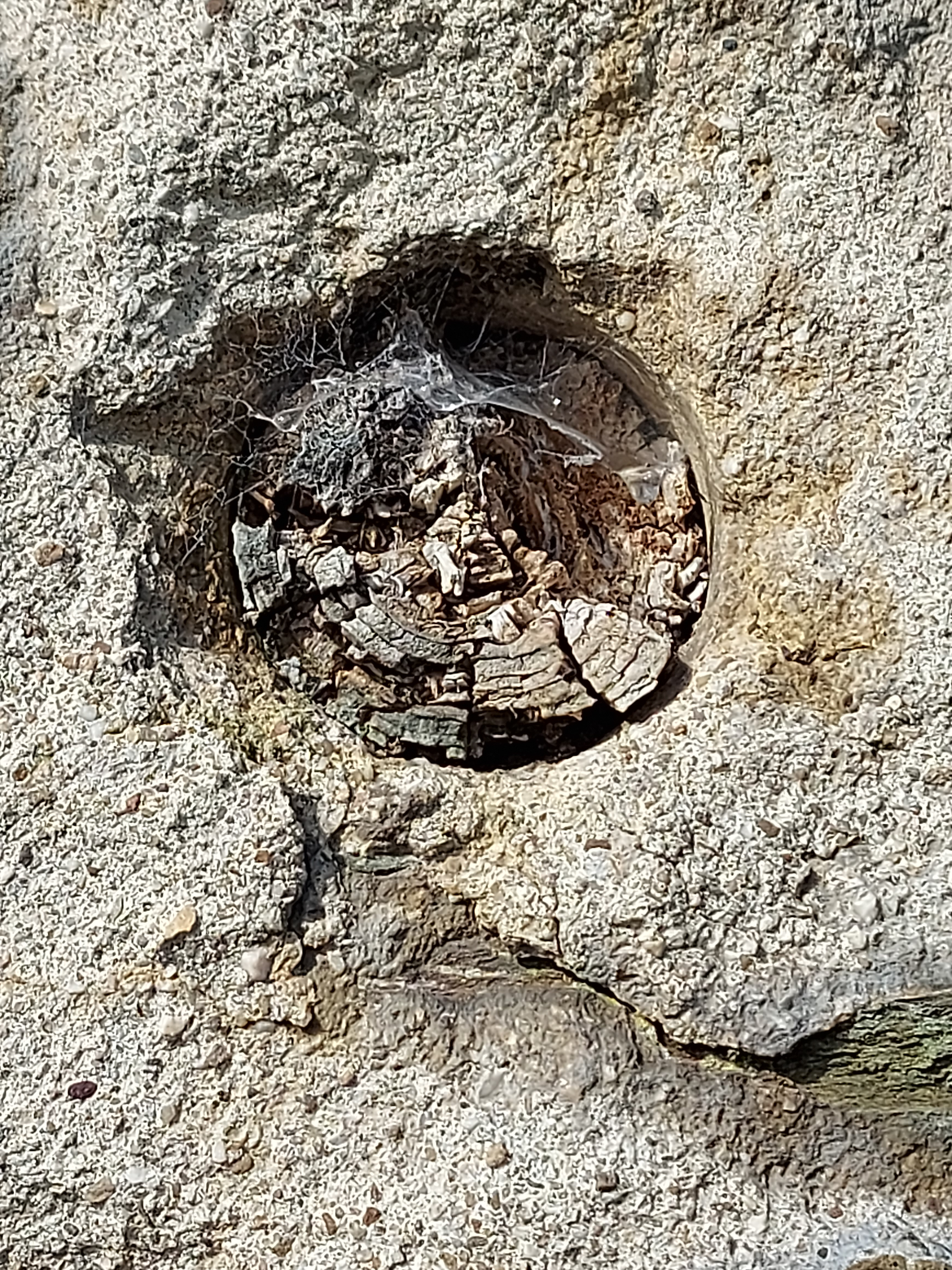
Rüstloch mit Rundholzfragment, Burg Ardeck

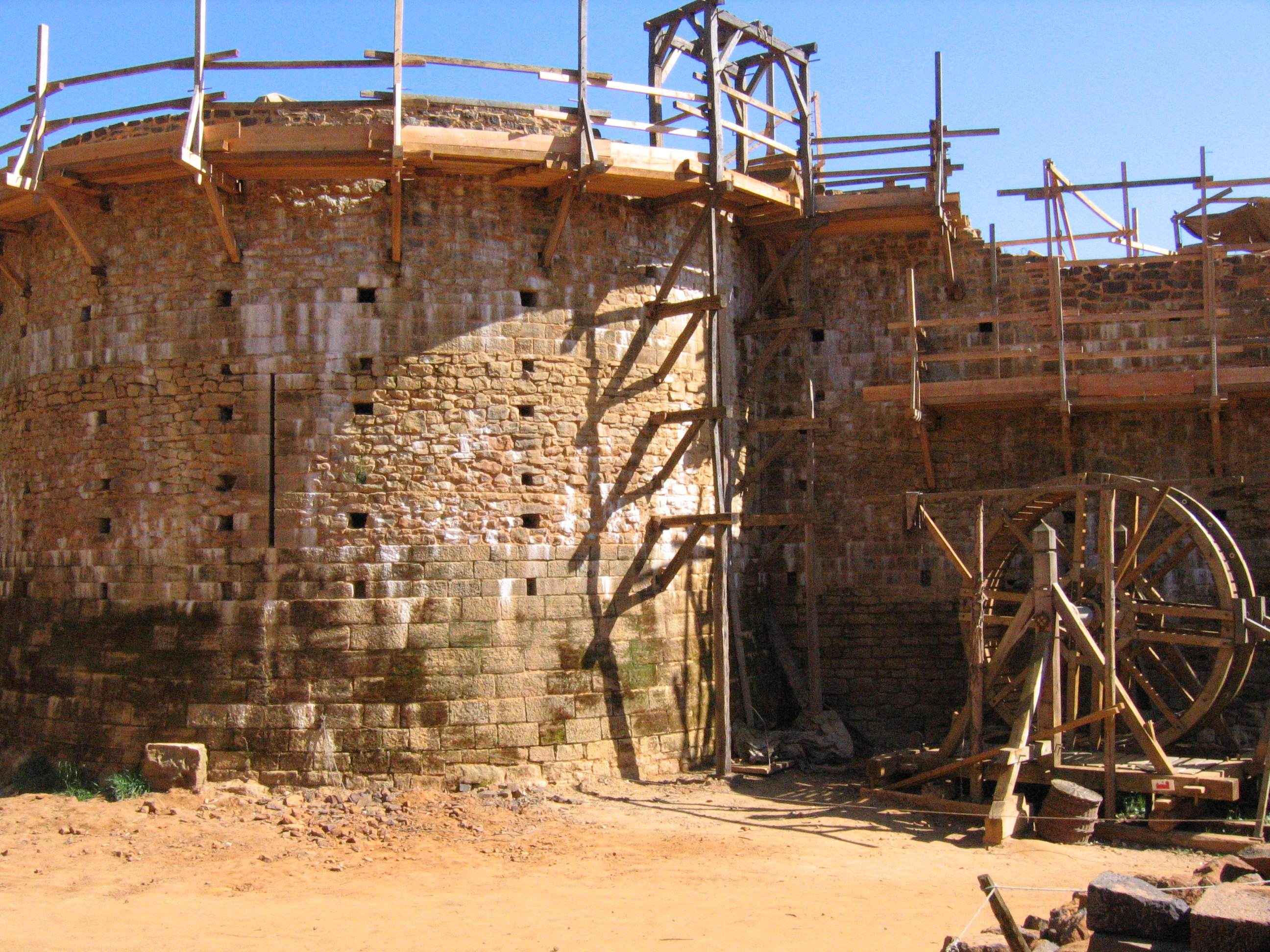
Moderne Nutzung von Rüstlöchern im Zusammenhang mit experimenteller Archäologie in Guédelon

Ein Rüstloch (englisch putlog hole, putlock hole oder scaffold hole) ist ein im Mauerwerk von Bauwerken ausgesparter kleiner Hohlraum, in dem ein Balken eingemauert wurde, um daran das Baugerüst zu befestigen.
Oft sind Rüstlöcher noch heute bei unverputzten antiken oder mittelalterlichen Mauern erkennbar.
Rüstlöcher nehmen die Enden von Stangen (kleine runde Stämme) oder Balken auf, um ein Gerüst zu stützen. Das Gerüst kann an den äußeren Enden durch vertikale Stangen gestützt werden, ggf. freitragend, indem das andere Ende der vertikalen Stange fest in die Wand eingebettet wird, oder, ebenfalls freitragend, indem die Wand vom Rüstloch völlig durchbrochen wird, um auf beiden Seiten Gerüste anzubauen.
Nicht mehr benötigte Hölzer können bündig mit der Wand abgesägt werden, wenn sie nicht entfernt werden können, aber nicht mehr benötigte äußere Löcher werden oft aufgefüllt, wenn das Gerüst entfernt wird, um zu verhindern, dass Wasser in die Wände eindringt.
Die relativ unbedeutende Größe und der weite Abstand der Löcher führen dazu, dass sie die Festigkeit der Mauern nicht beeinträchtigen.
Da im Zuge des Baufortschritts die in den Rüstlöchern liegenden Balken eingemauert wurden, konnten sie beim abschließenden Abbau des Gerüsts oft nicht (vollständig) entfernt werden. Soweit dieses Holz erhalten ist, bildet es heute eine wertvolle bauhistorische Quelle, die dendrochronologisch den Baufortschritt des jeweiligen Gebäudes sehr genau dokumentiert.

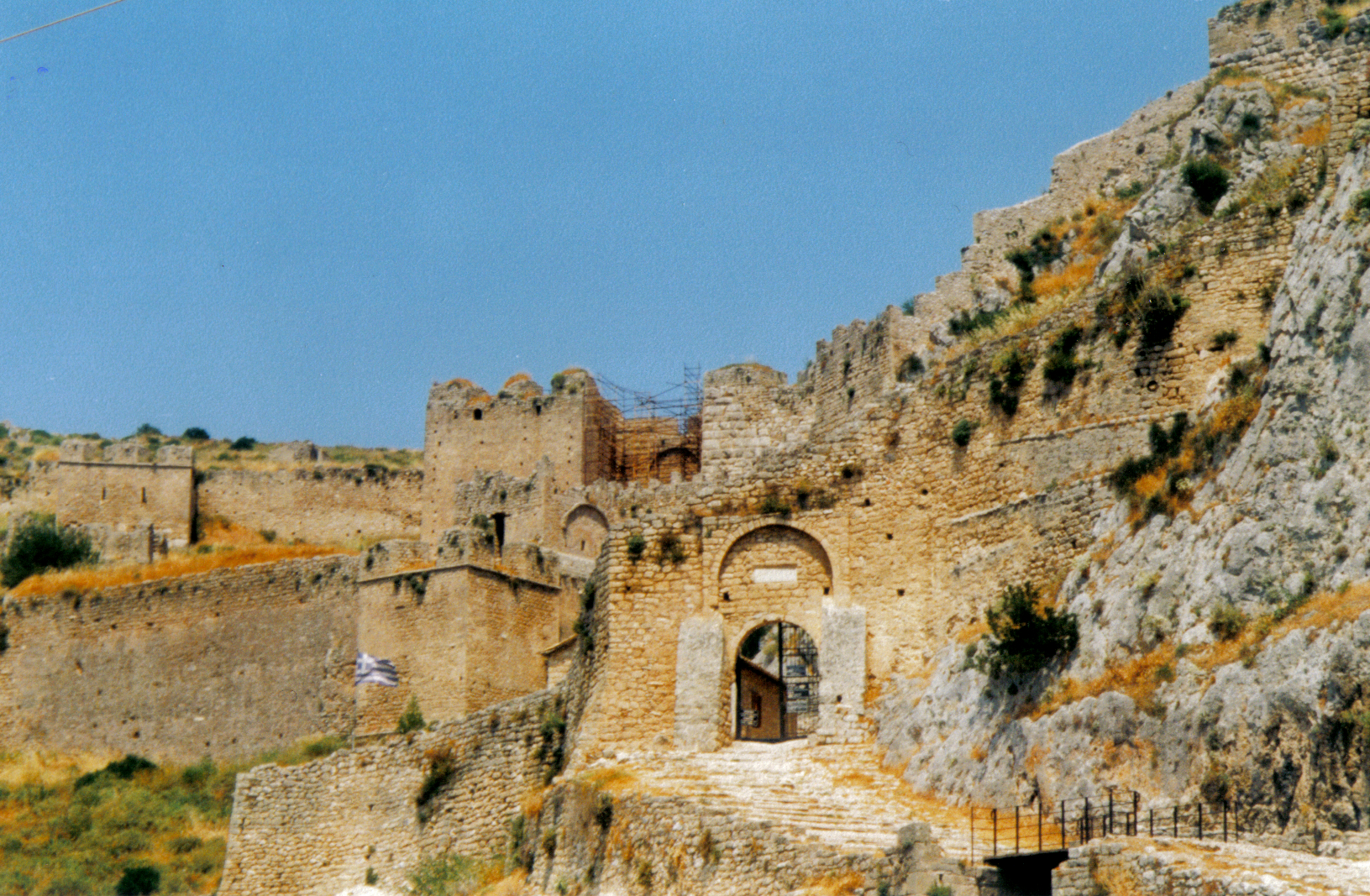
Rüstlöcher im ersten Stadttor von Akrokorinth (Griechenland)
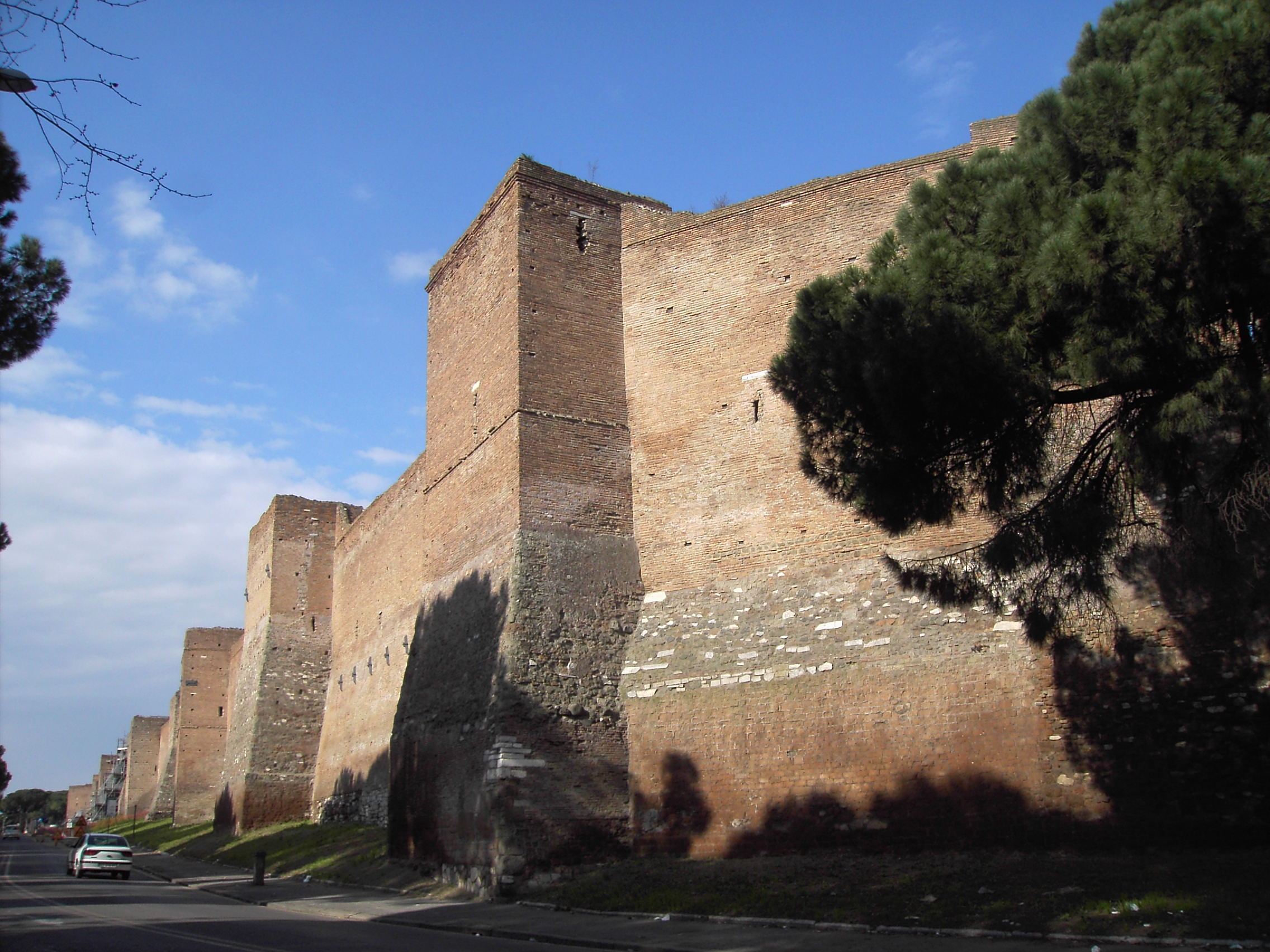
Rüstlöcher in der Aurelianischen Mauer (Rom)
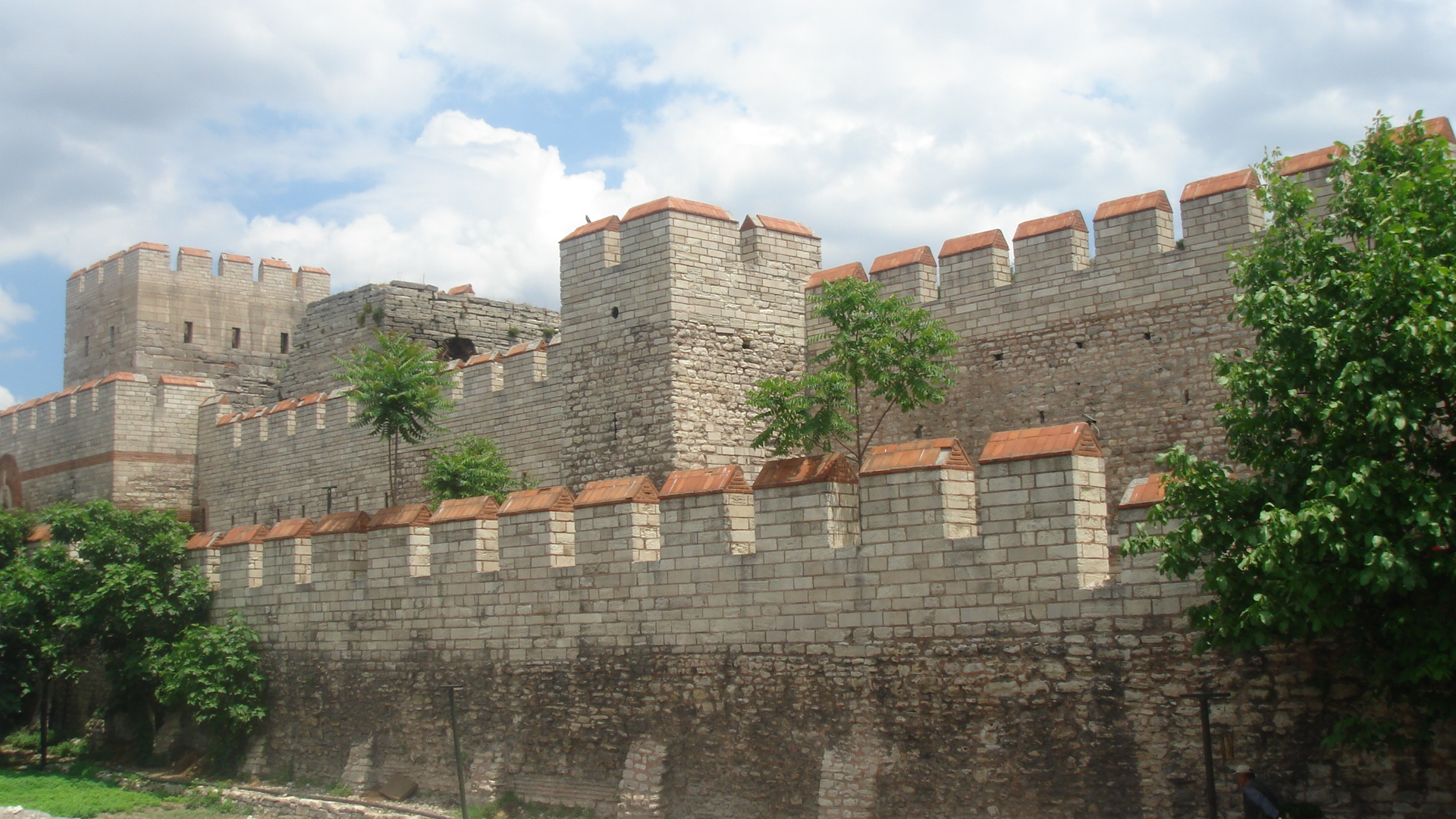
Rüstlöcher in der Stadtmauer von Konstantinopel
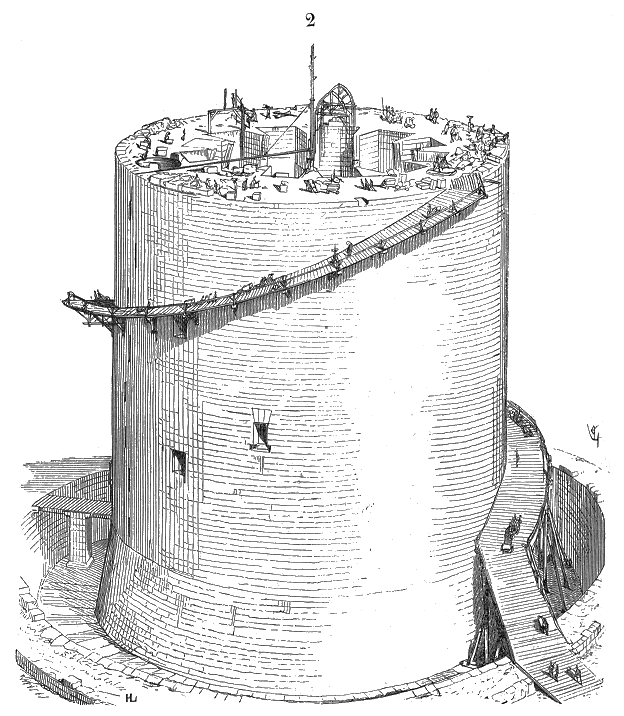
Bau eines Turmes mit freitragendem Gerüst auf Rüstlöchern
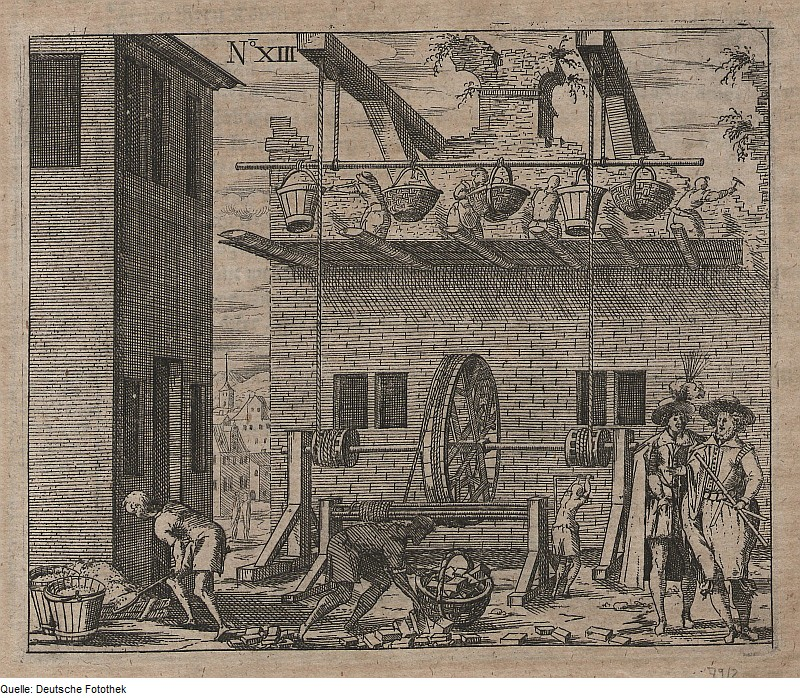
Beidseitiges Baugerüst unter Verwendung von wanddurchbrechenden Rüstlöchern
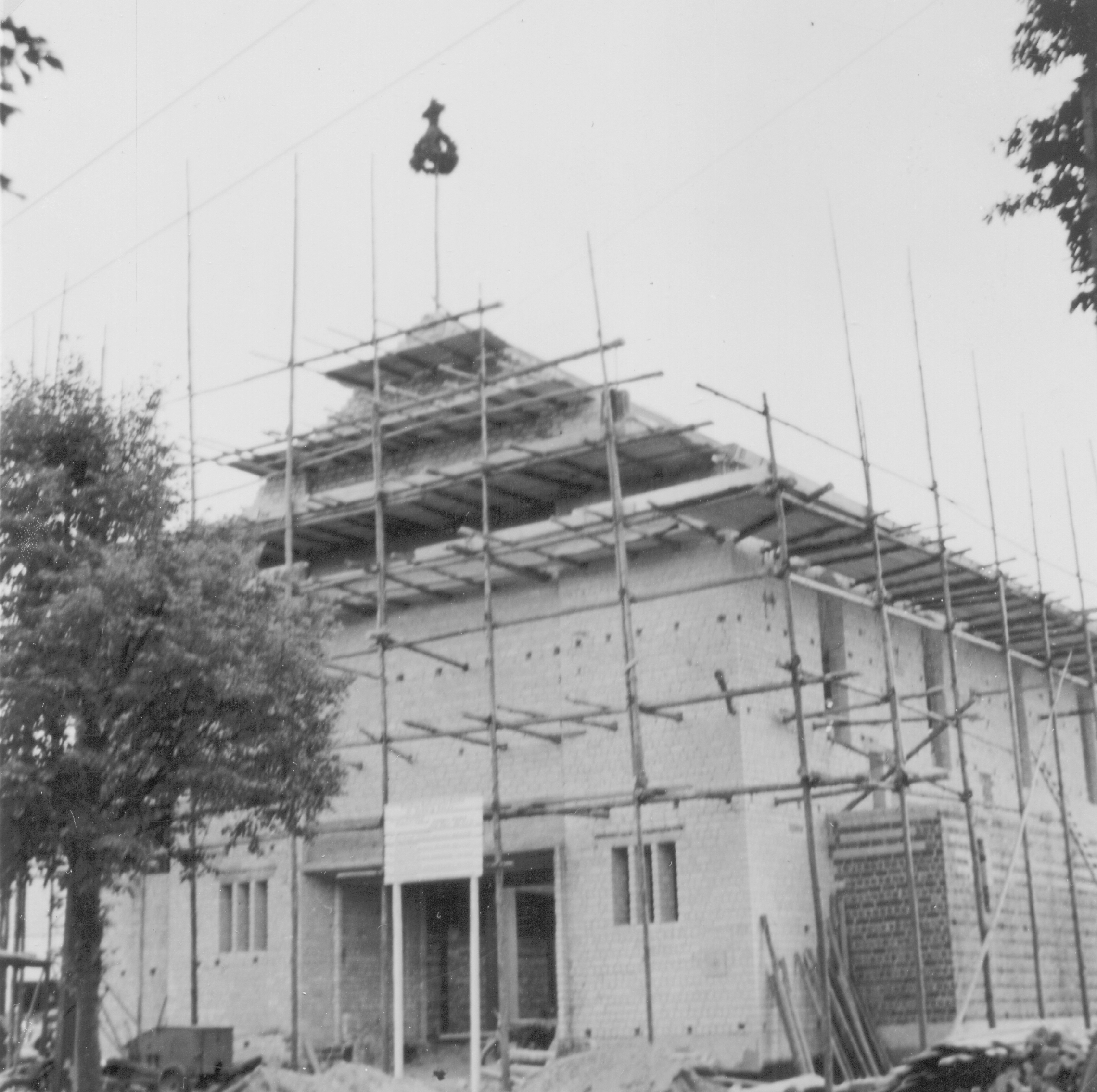
Baugerüst unter Verwendung von Rüstlöchern (St. Hedwig (Bielefeld) 1955)
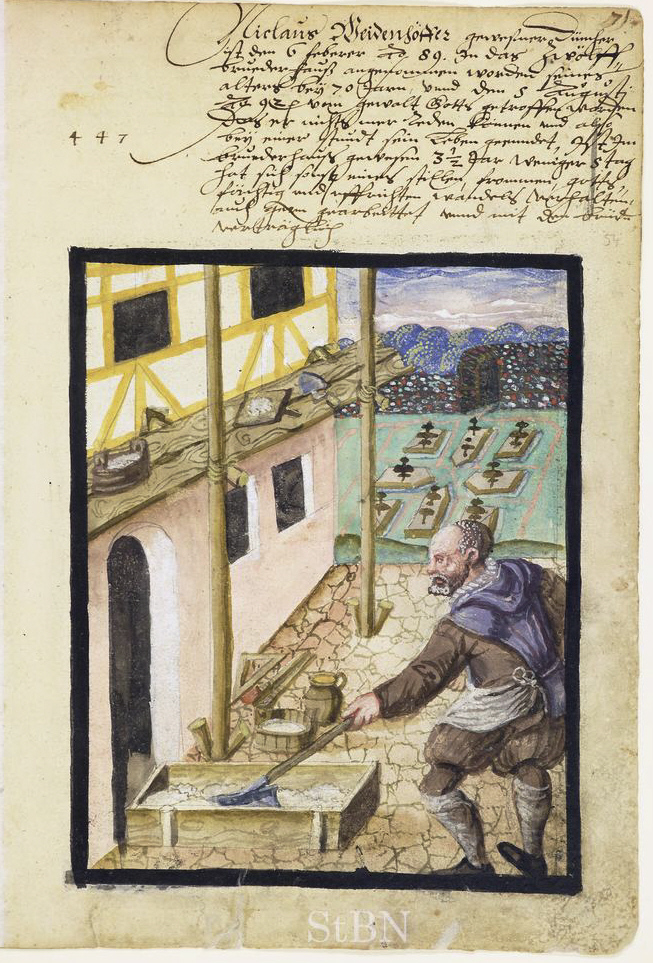
Tüncher beim Verputzen, Baugerüst mit Rüstlöchern im Fachwerkhaus (1592)
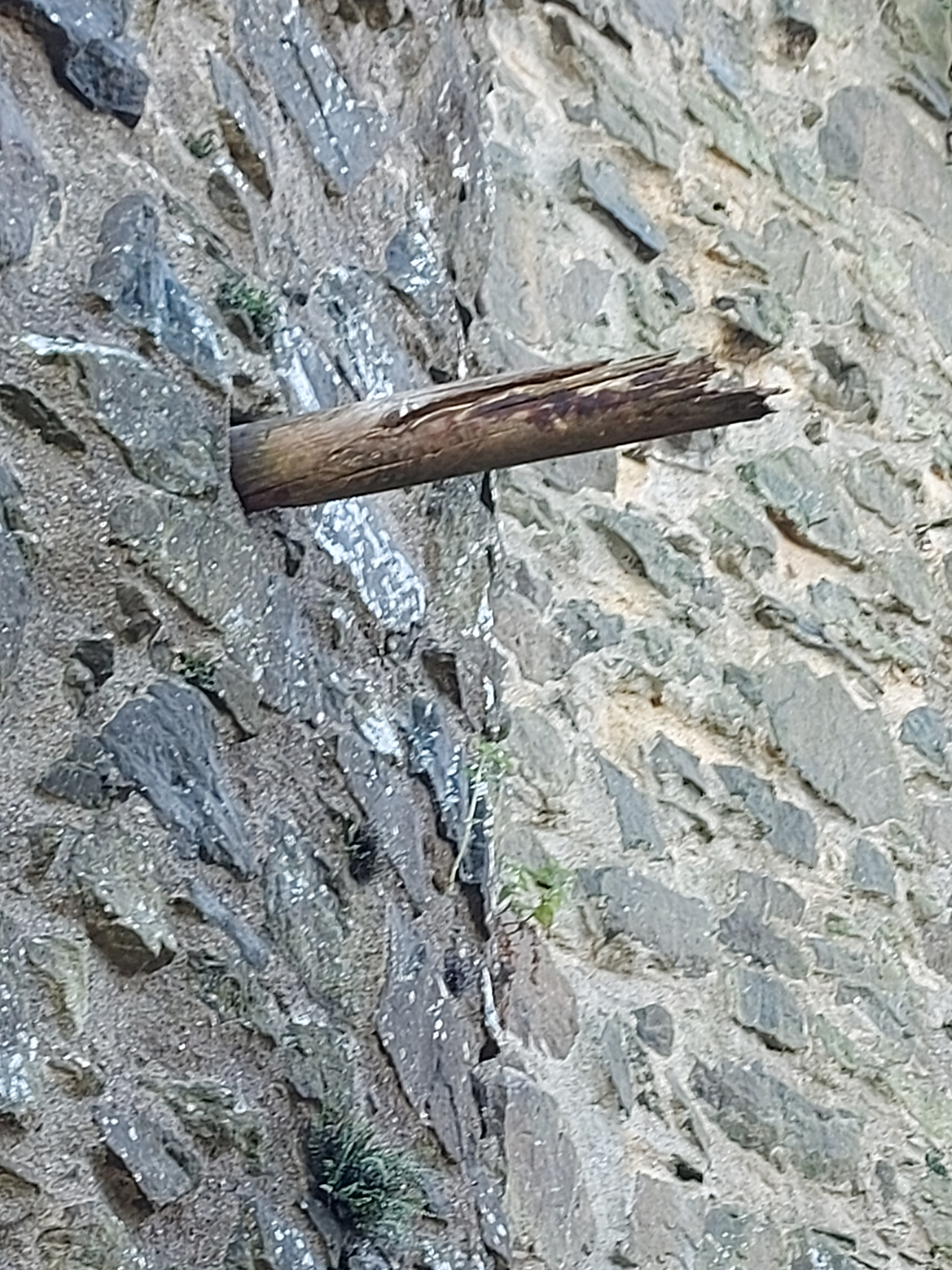
Rüstloch mit Rundholz auf Burg Ardeck bei Diez
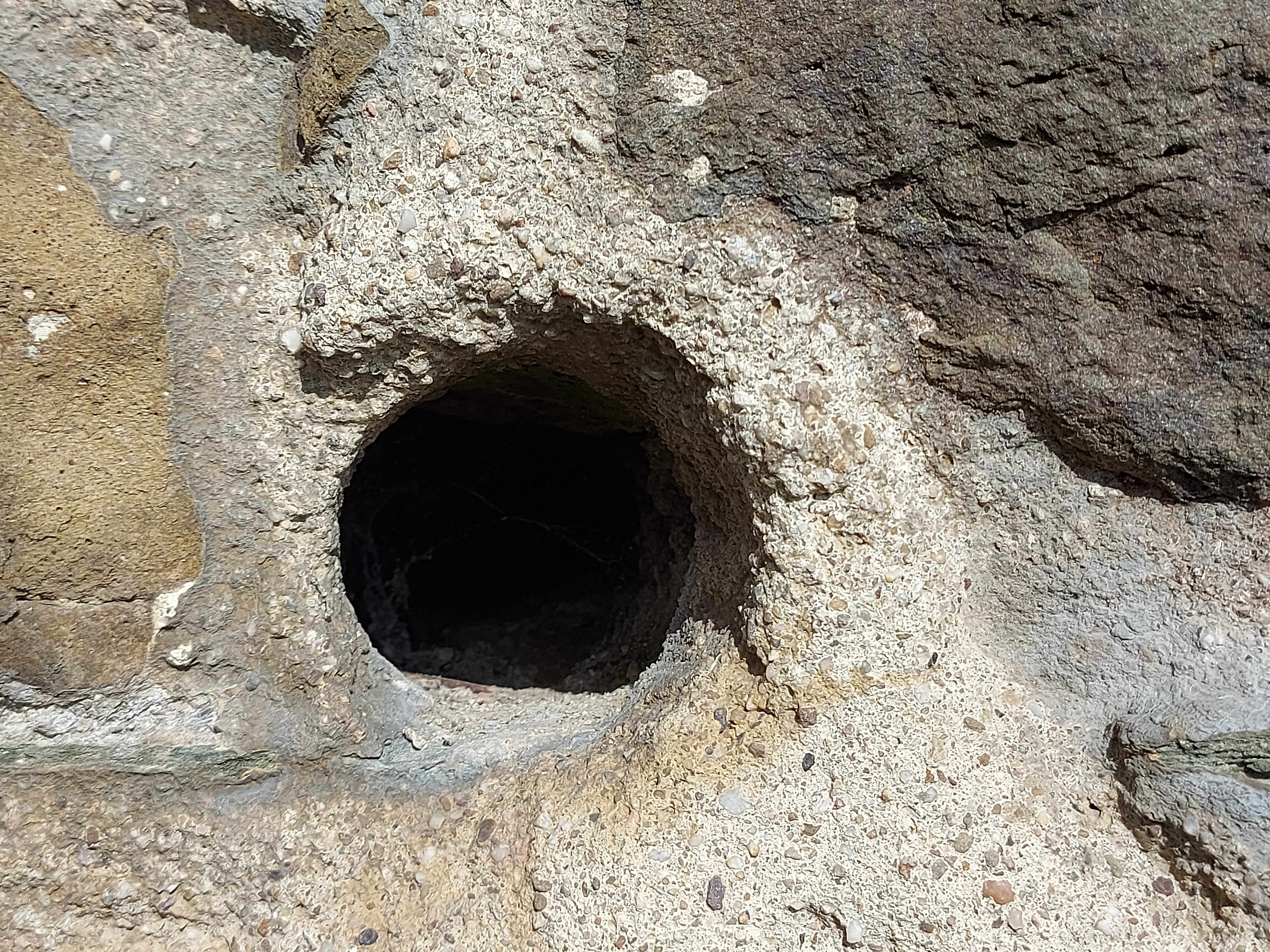
Rundes Rüstloch für Stange
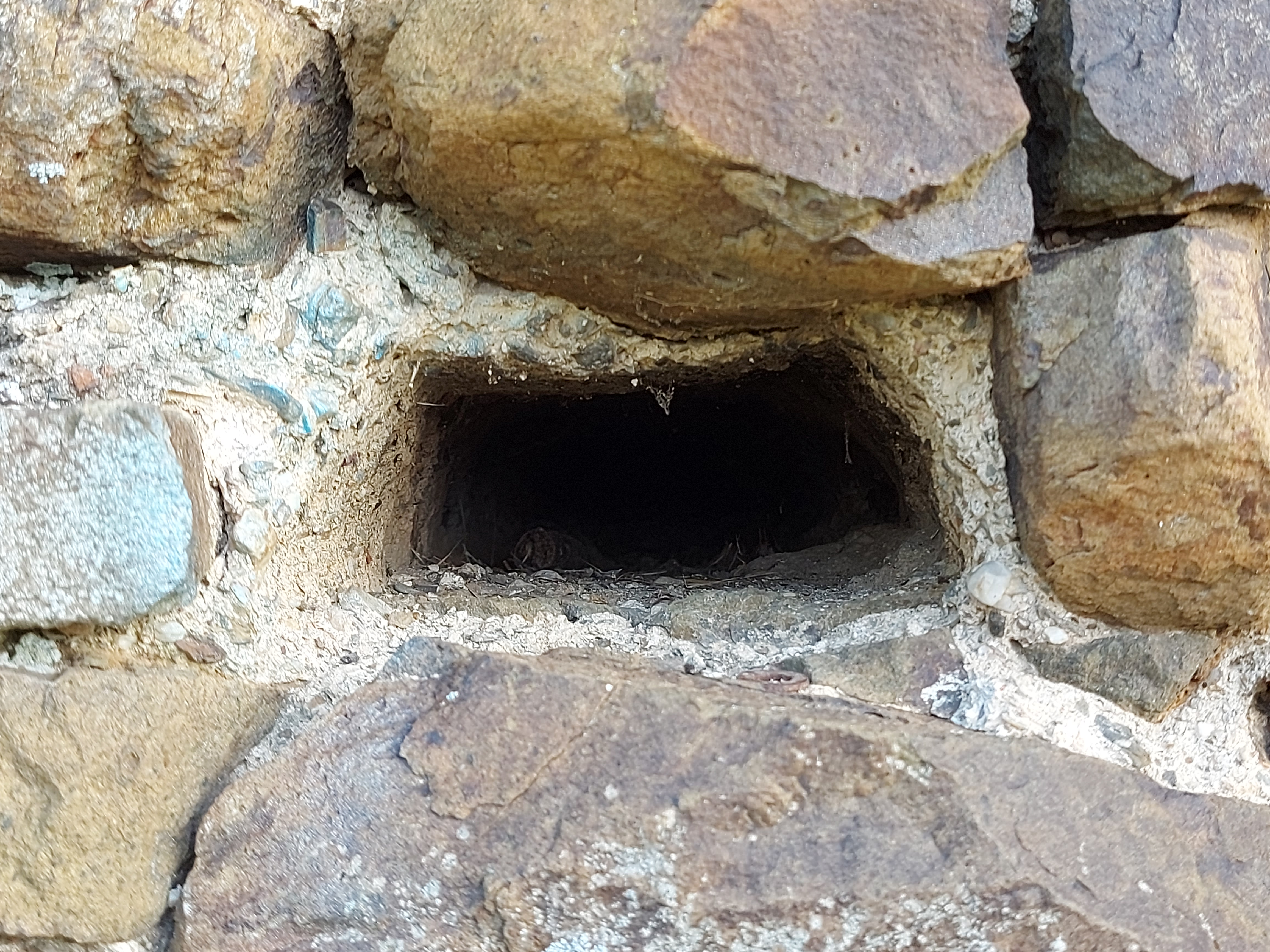
Rechteckiges Rüstloch für Balkenbrett
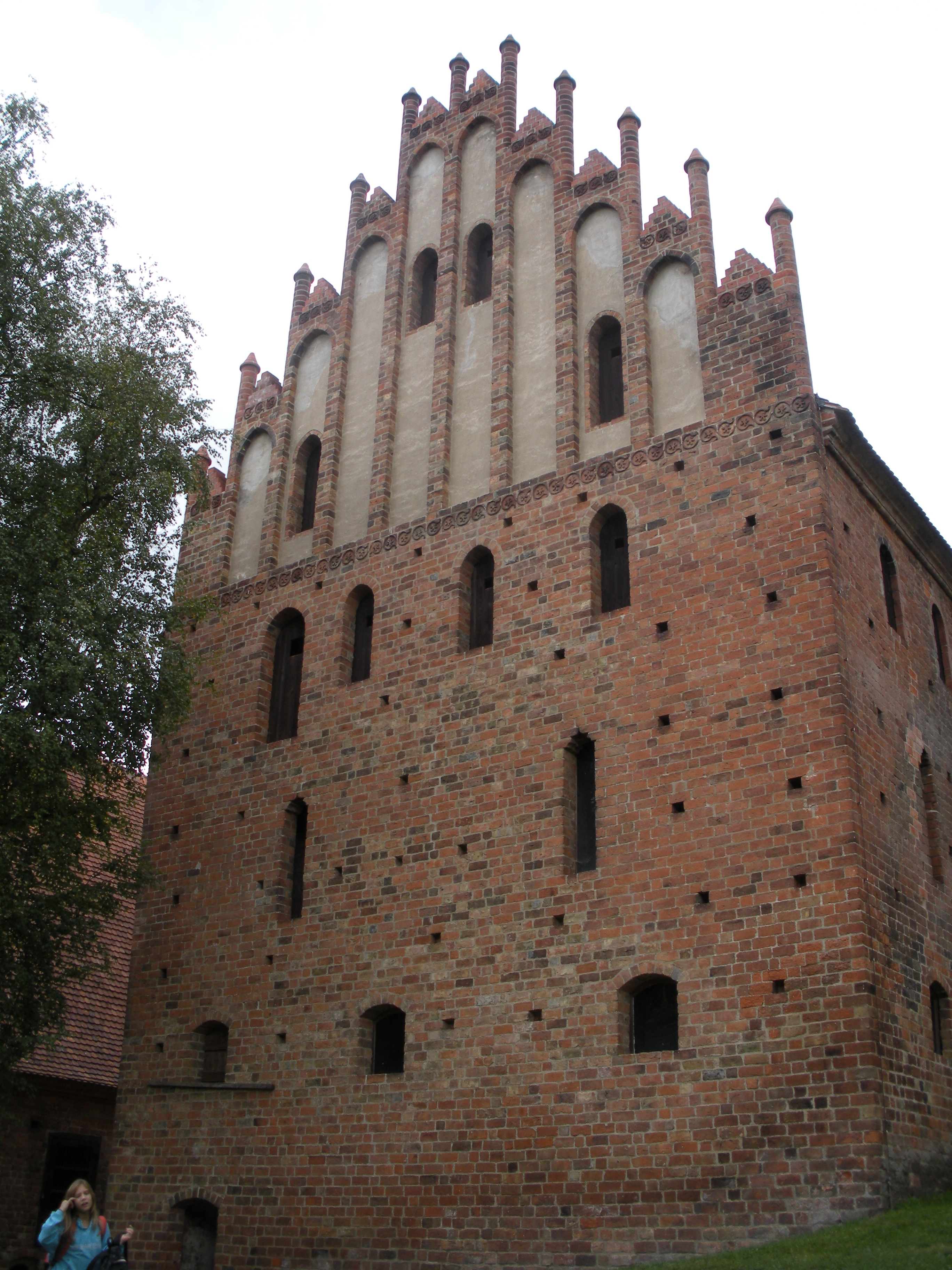
Rüstlöcher am Kloster Chorin (Brandenburg)